# Foho Suba Lesu
Der Foho Suba Lesu (kurz Suba Lesu, auch Subalesu oder Subaleco) ist ein Berg in Osttimor mit einer Höhe von 682 m. Er liegt im Osten der Aldeia Palaca (Sucos Sanirin). Er gehört zum Bergmassiv des Foho Lauleun, der weiter südwestlich liegt.
Von Süden her führt eine Straße von Balibo zu den Orten Subaleco Foho und Maliaben, östlich des Foho Suba Lesu. Abseits der Straße liegt südlich des Gipfels am Hang das kleine Dorf Subaleco.